# Kuti (gmina Andrijevica)
Kuti (cyr. Кути) – wieś w Czarnogórze, w gminie Andrijevica, w pobliżu granicy z Albanią. W 2011 roku liczyła 30 mieszkańców.

## Demografia
W 2011 roku we wsi znajdowało się 11 gospodarstw domowych, które zamieszkiwało łącznie 30 osób, z których 23 to Serbowie.

## Turystyka
Przez miejscowość przepływa rzeka Kuckaja, umożliwiająca wędkarstwo muchowe. We wsi znajdują się także trasy rowerowe oraz piesze.